# Miturga
Genre
Miturga est un genre d'araignées aranéomorphes de la famille des Miturgidae.

## Distribution
Les espèces de ce genre sont endémiques d'Australie.

## Liste des espèces
Selon World Spider Catalog (version 24.5, 04/11/2023) :
- Miturga agelenina Simon, 1909
- Miturga albopunctata Hickman, 1930
- Miturga annulipes (Lucas, 1844)
- Miturga australiensis (L. Koch, 1873)
- Miturga catograpta Simon, 1909
- Miturga fagei Kolosváry, 1934
- Miturga ferina Simon, 1909
- Miturga gilva L. Koch, 1872
- Miturga impedita Simon, 1909
- Miturga lineata Thorell, 1870
- Miturga necator (Walckenaer, 1837)
- Miturga occidentalis Simon, 1909
- Miturga parva Hogg, 1914
- Miturga severa Simon, 1909
- Miturga thorelli Simon, 1909

## Systématique et taxinomie
Ce genre a été décrit par Thorell en 1870 dans les Agelenidae. Il est placé dans les Miturgidae par Lehtinen en 1967.

## Publication originale
- Thorell, 1870 : « Araneae nonnullae Novae Hollandie, descriptae. » Öfversigt af Kongl. Vetenskaps-akademiens forhandlingar, vol. 27, p. 367-389.